# Реч
Реч (пол. Recz, нем. Reetz) — город в Польше, входит в Западно-Поморское воеводство, Хощненский повят. Имеет статус городско-сельской гмины. Занимает площадь 12,00 км². Население — 2965 человек (на 2013 год).

## Люди, связанные с городом
- Крамер, Даниэль уроженец города, 1568 года — известный лютеранский богослов и писатель.

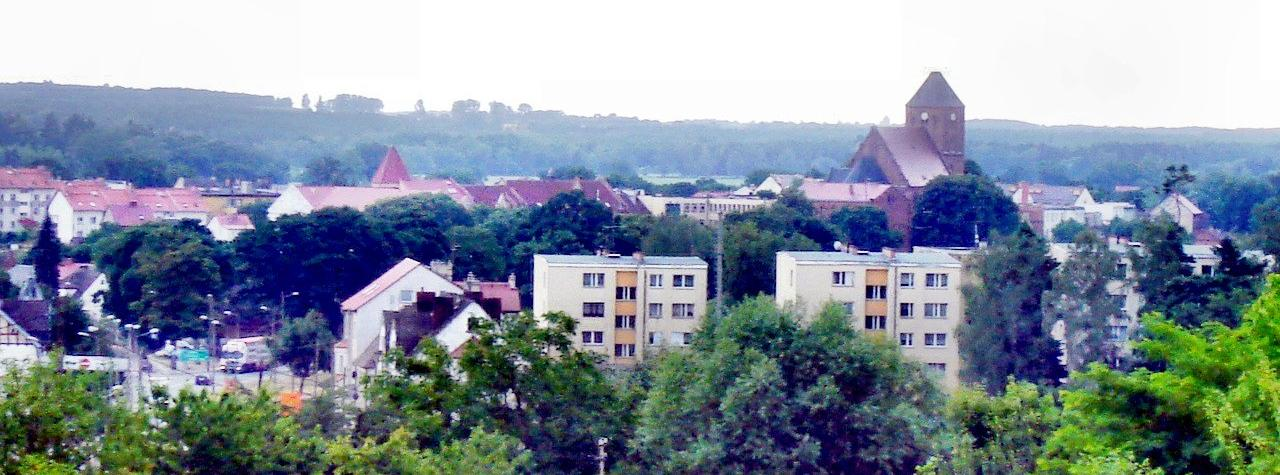
Вид на город